# Альто-Лусеро
Альто-Лусеро (исп. Alto Lucero) — город, административный центр муниципалитета Альто-Лусеро-де-Гутьеррес-Барриос в мексиканском штате Веракрус. Численность населения, по данным переписи 2010 года, составила 4 693 человек.

## История
Изначально на месте современного Альто-Лусеро находилось поселение тотонаков, которые были вырезаны после прихода испанцев. Долгое время эти места оставались ненаселёнными, пока в 1798 году Сесилия Лусеро Пачеко не решил заняться в этих местах сельским хозяйством, и было основано поселение, названное в его честь «Пачеко». Однако изначально выбранное для поселения место оказалось нездоровым, там не было хорошей питьевой воды, что привело к болезням у поселенцев. В 1860 году было решено перенести поселение, и оно разместилось на своём современном месте, получив название «Альто Лусеро Пачеко».
В 1991 году конгрессом штата Веракрус название города было сокращено до «Альто Лусеро».